# Marzabotto
Marzabotto (Marzabòt in dialetto bolognese montano medio) è un comune italiano di 6 894 abitanti della città metropolitana di Bologna in Emilia-Romagna. Fa parte dell'Unione dell'Appennino Bolognese.
Il comune è tristemente famoso per l'eccidio di Marzabotto compiuto durante la seconda guerra mondiale.

## Origini del nome
Di origine incerta è il nome dell'abitato di Marzabotto, probabilmente derivato dalla trascrizione italiana della parola marzabòt, che in bolognese significa caprimulgo. Non è chiaro se tale nome sia da attribuirsi ad un antroponimo (soprannome di qualche abitante al tempo particolarmente rilevante) o all'abbondanza di uccelli di questa specie che ancora oggi popolano le foreste circostanti il paese e il Parco Storico di Monte Sole: quello che è certo è che tale nome è stato attribuito ufficialmente all'abitato solo nel 1880, sostituendo la denominazione precedente di Caprara sopra Panico.
Altre etimologie più o meno fantasiose giustificano questo nome con altri fenomeni, tra cui la presenza di botti per la macerazione della canapa (in bolognese: merza in tal bott) o il ricordo di un'antica festa nel mese di marzo in cui si soleva sparare e provocare pertanto dei botti.

## Storia

### Antichità

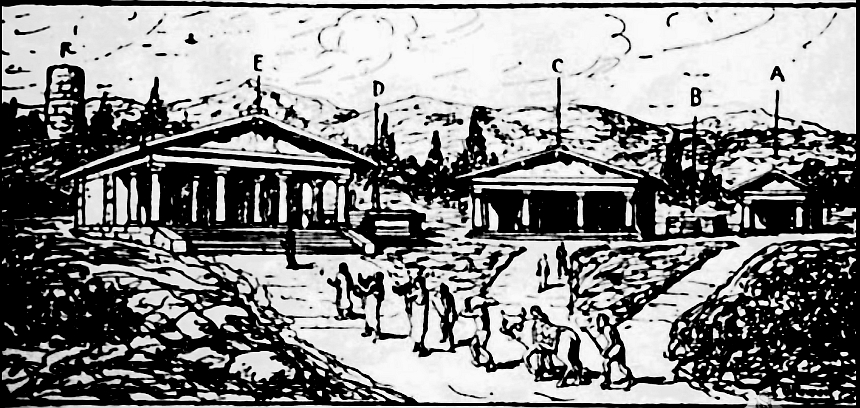
Ricostruzione dell'acropoli di Kainua dell'archeologo Pericle Ducati

Il pianoro su cui sorge Marzabotto è abitato sin da tempi molto antichi. Parte integrante dell'Etruria padana, sul suo territorio vi sono i resti di una città etrusca risalente al VI secolo a.C. identificata con l'antica Kainua. L'esistenza della città è nota fin dal 1551.

### Storia contemporanea

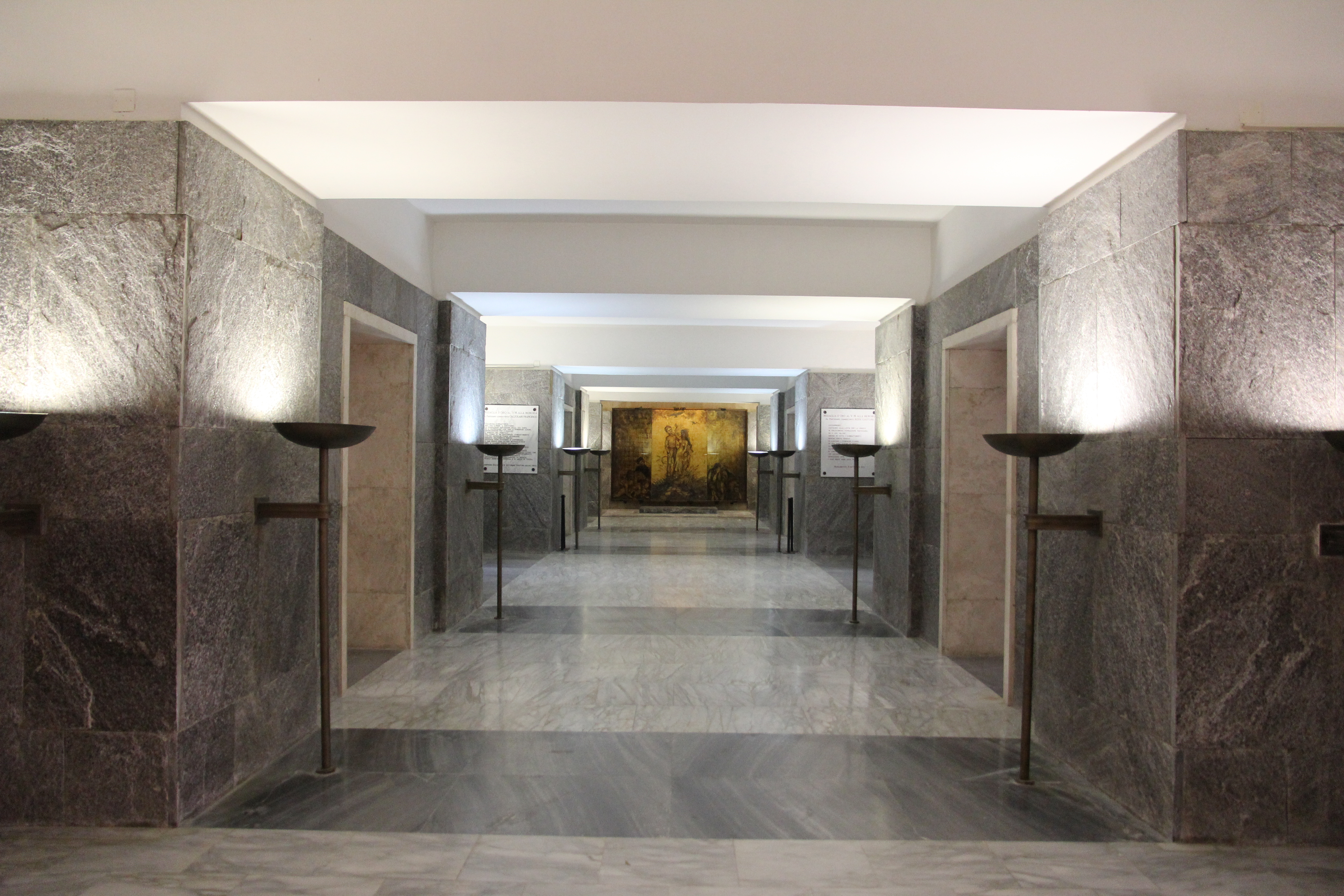
Il Sacrario ai caduti di Marzabotto

Il centro abitato di Marzabotto si è sviluppato in tempi relativamente recenti. Durante la seconda guerra mondiale il paese fu teatro e vittima della strage di Marzabotto (29 settembre 1944) perpetrata dai nazifascisti.

### Simboli
Poiché località era priva di uno stemma proprio, nell'Ottocento si decise di adottare quello della potente famiglia feudale dei conti di Panico: un leone scaccato avente nell'orecchio sinistro una rosa. Lo stemma e il gonfalone sono stati ufficialmente riconosciuti con DCG del 20 febbraio 1935.
Il gonfalone è un drappo di azzurro.

### Onorificenze
Marzabotto è tra le città decorate al valor militare per la guerra di liberazione perché è stata insignita della medaglia d'oro al valor militare per i sacrifici patiti dalle sue popolazioni e per la sua attività nella lotta partigiana durante la seconda guerra mondiale:

## Monumenti e luoghi d'interesse
- La città etrusca di Kainua
- La Pieve di Panico
- Parco regionale storico di Monte Sole
- Sacrario ai caduti di Marzabotto
- Ponte delle streghe, passerella sul Reno tra Lama di Reno e Marzabotto
- a Medelana, Villa Ada o castello di Medelana, a lungo abbandonato[11][12] ma per cui è pensato un progetto di recupero insieme all'antico complesso del Casamento e dell'adiacente Chiesa della Beata Vergine Immacolata[13][14][15]; nell'estate 2023 a seguito della pulizia dei luoghi il castello accoglie una Festa medievale[16]
- a Montasico si conservano il castello, la chiesa di San Michele Arcangelo, l'Oratorio della Croce dedicato a Sant'Antonio Abate e a Santa Liberata, l'oratorio dei Santi Pietro e Andrea (riadattato a casaforte di stile rinascimentale) costruito per volere del Conte Silvestro de Boatieri, oltre alle case torri di Ca' Barbetti, del Monzale e della Costa.
- a Pian di Misano, nei pressi degli scavi archeologici, si trova Villa Aria, un castello-palazzo composto da quattro corpi di fabbrica attorno a un cortile interno, costruito nel Seicento[17][18] inglobando una torre d'avamposto precedente; la villa, con parco all'inglese e laghetto artificiale, è di proprietà privata e aperta al pubblico solo occasionalmente, ad esempio per le Giornate FAI di primavera 2024[19].

## Società

### Evoluzione demografica
Abitanti censiti

### Etnie e minoranze straniere
Secondo i dati ISTAT al 31 dicembre 2009 la popolazione straniera residente era di 778 persone. Le nazionalità maggiormente rappresentate in base alla loro percentuale sul totale della popolazione residente erano:
- Marocco: 255 (3,78%)
- Romania: 132 (1,96%)
- Albania: 105 (1,56%)

## Cultura
- Museo nazionale etrusco di Marzabotto

## Infrastrutture e trasporti
Marzabotto sorge lungo la strada statale 64 Porrettana, la principale via di comunicazione con Bologna, ed è servita dalla stazione omonima posta sulla ferrovia Porrettana. Nel territorio comunale sono presenti altre due stazioni sulla stessa linea: una a Lama di Reno ed un'altra a Pian di Venola.

## Amministrazione
- Classificazione climatica: zona E, 2341 GR/G

Di seguito è presentata una tabella relativa alle amministrazioni che si sono succedute in questo comune.
| Primo cittadino | Primo cittadino | Partito                            | Partito                            | Mandato        | Mandato        | Elezione       |
| Primo cittadino | Primo cittadino | Partito                            | Partito                            | Inizio         | Fine           | Elezione       |
| --------------- | --------------- | ---------------------------------- | ---------------------------------- | -------------- | -------------- | -------------- |
|                 | Dante Cruicchi  |                                    | Partito Comunista Italiano         | 1975           | 1980           | Elezioni 1975  |
| 1980            | Dante Cruicchi  | 12 luglio 1985                     | Partito Comunista Italiano         | Elezioni 1980  |                |                |
|                 | Romano Franchi  |                                    | Partito Comunista Italiano         | 12 luglio 1985 | 1990           | Elezioni 1985  |
|                 | Romano Franchi  | Partito Democratico della Sinistra | 1990                               | 21 maggio 1993 | Elezioni 1990  |                |
|                 | Umberto Conti   |                                    | Partito Democratico della Sinistra | 21 maggio 1993 | Elezioni 1990  | 24 aprile 1995 |
|                 | Andrea De Maria |                                    | Partito Democratico della Sinistra | 24 aprile 1995 | 14 giugno 1999 | Elezioni 1995  |
|                 | Andrea De Maria | Democratici di Sinistra            | 14 giugno 1999                     | 14 giugno 2004 | Elezioni 1999  |                |
|                 | Edoardo Masetti |                                    | Democratici di Sinistra            | 14 giugno 2004 | 8 giugno 2009  | Elezioni 2004  |
|                 | Romano Franchi  |                                    | Partito Democratico                | 8 giugno 2009  | 26 maggio 2014 | Elezioni 2009  |
| 26 maggio 2014  | Romano Franchi  | 7 giugno 2019                      | Partito Democratico                | Elezioni 2014  |                |                |
|                 | Valentina Cuppi |                                    | Partito Democratico                | 7 giugno 2019  | 10 giugno 2024 | Elezioni 2019  |
| 10 giugno 2024  | Valentina Cuppi | in carica                          | Partito Democratico                | Elezioni 2024  |                |                |